# Муценек Ян Янович
Ян Янович Муценек (8 березня 1892, помістя Спрінценберг Курляндської губернії, тепер Латвія — розстріляний 13 березня 1938, місто Київ) — український і латвійський радянський діяч. Член Центральної контрольної комісії КП(б)У в квітні 1923 — січні 1934 р. Член Президії Центральної контрольної комісії КП(б)У в 1930 — січні 1934 р. Член Центральної контрольної комісії ВКП(б) у грудні 1927 — червні 1930 р.

## Біографія
У 1910 році закінчив Вищі комерційні курси в місті Ризі. Працював репетитором.
Член РСДРП(б) з 1909 року. Вів революційну діяльність, двічі арештовувався царською поліцією.
У 1917 році — співробітник латвійської газети «Social-demokrats» у Москві. У травні 1917 — липні 1918 року — секретар Латиської секції Нижегородського губернського комітету РСДРП(б)-РКП(б).
У вересні 1918 — червні 1919 року — завідувач Нижегородського губернського відділу у справах національностей. У червні 1919 — червні 1921 року — помічник завідувача Нижегородського губернського відділення державного контролю, завідувач промислово-технічного відділу Нижегородської губернської робітничо-селянської інспекції. Одночасно, у березні — серпні 1921 року — секретар Нижегородської губернської Контрольної Комісії РКП(б). У червні 1921 — листопаді 1922 року — завідувач Нижегородської губернської робітничо-селянської інспекції.
У січні — грудні 1923 року — завідувач Катеринославського губернського відділу державного контролю. У грудні 1923 — липні 1925 року — голова Катеринославської губернської Контрольної Комісії КП(б)У. Одночасно був секретарем Латиської секції Катеринославського губернського комітету КП(б)У, секретарем Катеринославської губернської організації допомоги борцям революції.
У липні 1925 — лютому 1927 року — голова Дніпропетровської окружної Контрольної Комісії КП(б)У. У лютому 1927 — березні 1930 року — голова Київської окружної Контрольної Комісії КП(б)У.
У березні 1930 — квітні 1934 року — директор Харківського інституту раціоналізації управління. У квітні 1934 — грудні 1937 року — директор Українського науково-дослідного інституту організації виробництва і управління промисловістю у місті Харкові.
4 грудня 1937 року заарештований органами НКВС, розстріляний. Посмертно реабілітований.